# Skrajny Stefanowy Żleb

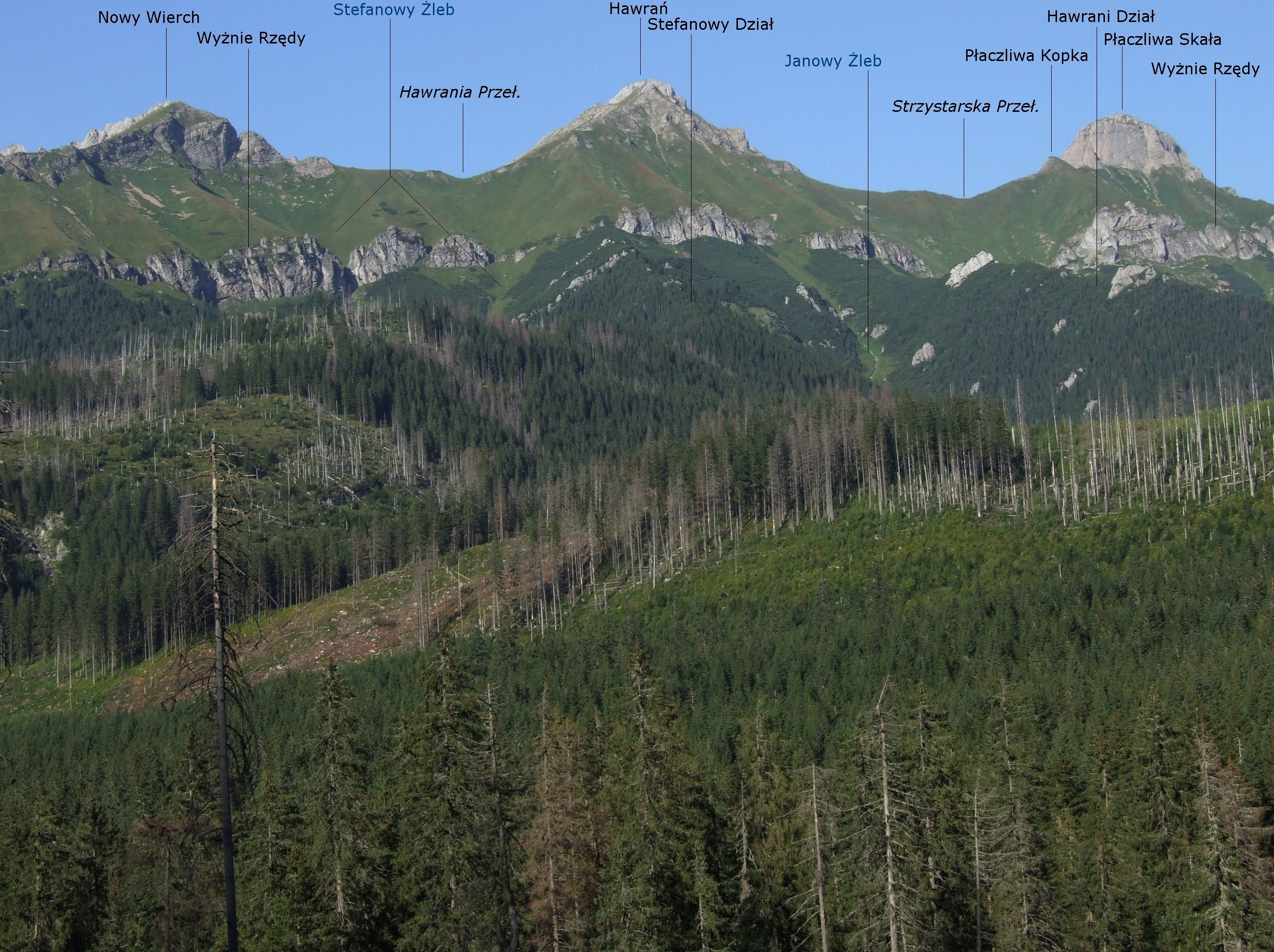
Widok z Doliny Jaworowej

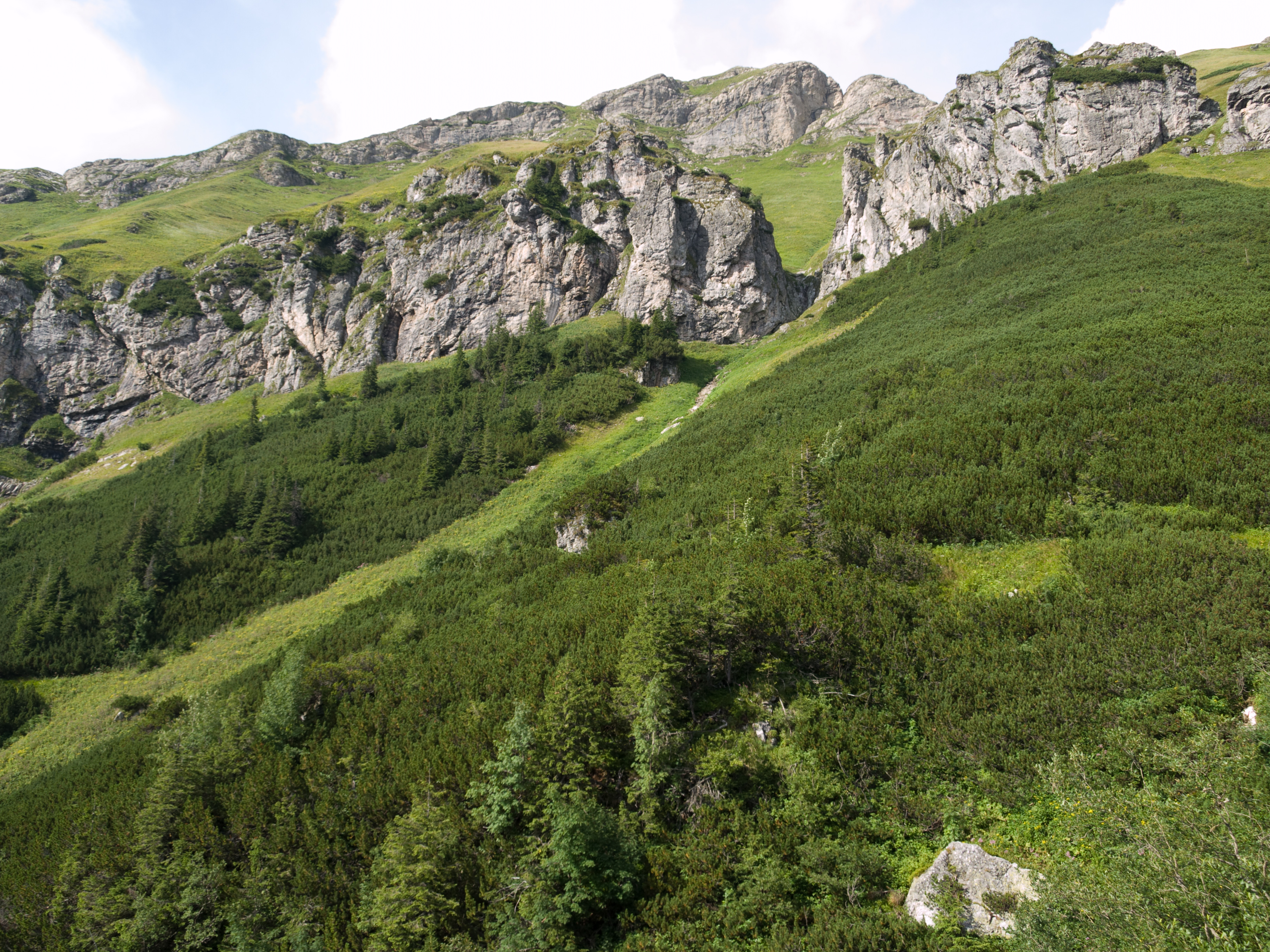
Zadni Stefanowy Żleb i Hawranie Rzędy

Skrajny Stefanowy Żleb – żleb będący górną, wschodnią odnogą Doliny Stefanowej w słowackich Tatrach Bielskich. Opada trzema korytami spod Murańskich Czubek i Nowej Przełęczy. Koryta te przecinają skaliste Nowe Rzędy i łączą się z sobą już pod nimi. Od wysokości około 1470 m tworzą jedno koryto, które opada w kierunku południowym (z odchyleniem na zachód). Na wysokości około 1300 m uchodzi do większego Zadniego Stefanowego Żlebu. Dalej, w kierunku zachodnim opada jedno już koryto Stefanowej Doliny. Zadni i Skrajny Stefanowy Żleb oddziela grzęda wyrastająca z głównej grani Tatr Bielskich zaraz po wschodniej stronie Nowej Przełęczy. Tworzy ona wschodnie ograniczenie Skrajnego Stefanowego Żlebu. Ograniczenie zachodnie tworzy górna część grzędy Bujaka.
Mimo że żleb przecina piętro kosodrzewiny i regiel górny, jego koryto jest trawiasto-piarżyste, gdyż spadające zimą lawiny nie pozwalają na rozwój drzew i kosówki.
Nazwę żlebu podał Władysław Cywiński w 4 tomie przewodnika Tatry.